# Augustin Hadelich
Augustin Hadelich (Cecina, 4 aprile 1984) è un violinista italiano.

## Biografia

### Primi anni e formazione
Augustin Hadelich è nato a Cecina, in Italia, da genitori tedeschi. I suoi due fratelli maggiori suonavano già il violoncello e il pianoforte quando egli, a cinque anni, iniziò gli studi di violino con suo padre, agricoltore e violoncellista dilettante. Nel suo primo sviluppo musicale, Hadelich progredì nei suoi studi tramite lezioni irregolari e corsi di perfezionamento con violinisti che viaggiavano vicino alla fattoria degli Hadelich nella campagna Toscana, tra cui Uto Ughi, Christoph Poppen, Igor Ozim e Norbert Brainin. Ha goduto di una fiorente carriera come bambino prodigio violinista, pianista e compositore in Germania.
Nel 1999 Augustin Hadelich rimase gravemente ustionato in un incendio nella fattoria della sua famiglia a Riparbella, in Italia, e fu trasportato in aereo per essere curato in Germania. L'incidente gli impedì  di suonare per oltre un anno. "È forse a causa di questa esperienza - perché ho avuto questo momento in cui non ero sicuro di poter suonare di nuovo il violino - che apprezzo di più quello che sta succedendo nella mia vita. Cerco davvero di godermi ogni momento. Mi sono reso conto di quanto fosse importante la musica per me", ha commentato Hadelich. Dopo la sua guarigione, si è laureato con lode all'Istituto Mascagni di Livorno, in Italia, e ha fatto il provino con successo per l'ammissione alla Juilliard School. Dal 2004 al 2007 ha studiato alla Juilliard con Joel Smirnoff, laureandosi con un Diploma di Laurea (2005) e un Diploma di artista (2007).

### Carriera
Poco dopo aver vinto il primo premio all'International Violin Competition of Indianapolis nel 2006, si dimostrò pronto per il palcoscenico mondiale attraverso diverse sostituzioni in orchestre importanti. Nel 2008 ha suonato al posto di Julian Rachlin all'Hollywood Bowl, esibendosi con la Los Angeles Philharmonic. Nel 2010 ha fatto il suo debutto alla New York Philharmonic al Bravo! Vail Festival in sostituzione del violinista Nikolaj Znaider.

### Premi e riconoscimenti
Hadelich ha vinto la medaglia d'oro all'International Violin Competition of Indianapolis del 2006, dove ha anche ricevuto numerosi riconoscimenti aggiuntivi, tra cui la migliore interpretazione di un concerto Romantico, concerto Classico, sonata di Beethoven, sonata per violino diversa da Beethoven, opera di Bach, lavoro su commissione, pezzo di bis e Capriccio di Paganini.
Hadelich ha anche ricevuto un Avery Fisher Career Grant (2009), un Borletti-Buitoni Trust Fellowship (2011) e il Martin E. Segal Award del Lincoln Center (2012).
Nell'ottobre 2015 è diventato il vincitore inaugurale del Warner Music Prize, che prevede una sovvenzione di $100.000 e un'opportunità di registrazione con la Warner Classics.
Nel febbraio 2016 ha vinto il suo primo Grammy Award nella categoria Miglior interpretazione solista strumentale di musica classica ai Grammy Awards 2016 a Los Angeles per la sua esecuzione del concerto per violino L'arbre des songes di Henri Dutilleux, con la Seattle Symphony e il direttore musicale Ludovic Morlot con l'etichetta Seattle Symphony Media.
Nel dicembre 2017 ha ricevuto un dottorato onorario dall'Università di Exeter nel Regno Unito.
Nel 2018 Hadelich è stato nominato "Strumentista dell'Anno" da Musical America.

### Strumenti
Hadelich attualmente si esibisce con il violino Stradivari Kiesewetter del 1723, in prestito da Clement e Karen Arrison attraverso la Stradivari Society di Chicago.
Hadelich suona in concerto con un violino Michel Eggimann.
Da ottobre 2006 ad agosto 2010 Hadelich ha suonato con lo Stradivari "ex-Gingold" del 1683 come primo vincitore del Concorso di Indianapolis.

## Discografia
Per l'etichetta AVIE Augustin Hadelich ha registrato sei CD. Nel 2007 ha registrato due CD per la Naxos: un album dei concerti per violino di Haydn con la Cologne Chamber Orchestra (pubblicato nel 2008), per il quale Hadelich ha composto le proprie personali cadenze e le fantasie complete di Telemann per violino solo (pubblicato nel 2009).
Per la sua registrazione del 2015 del Concerto per violino di Henri Dutilleux (L'arbre des songes) con la Seattle Symphony e Ludovic Morlot, sull'etichetta della Seattle Symphony, Hadelich ha ricevuto il Grammy Award 2016 alla Grammy Award alla miglior interpretazione solista strumentale di musica classica.
Il 2017 ha visto l'uscita della registrazione di Hadelich di esibizioni dal vivo del concerto di Ciajkovskij e della Symphonie Espagnole di Lalo, che sono stati pubblicati sull'etichetta della Filarmonica di Londra.
Nel gennaio 2018 la registrazione di Augustin Hadelich dei 24 Capricci di Paganini, è stata pubblicata sull'etichetta Warner Classics. Questo è il primo album ad essere pubblicato come parte di un nuovo contratto discografico con l'etichetta.
Nel 2020 esce per la Warner Classics Bohemian Tales, raccolta di brani di musica zigana tratti da opere di compositori boemi (Dvořák, Suk, Janáček). Symphonie Orchester des Bayerischen Rundfunks, Jakub Hruša (dir.), Augustin Hadelich (violino), Charles Owen (piano).

#### Incisioni complete
- Naxos - Telemann, 12 Fantasie per violino solo, 2007
- Naxos - Haydn, complete concerti per violino con Cologne Chamber Orchestra, 2008
- Avie - Flying Solo: opere di Bartók / Paganini / Ysaÿe / Zimmerman, 2009
- Avie - Echoes of Paris: opere di Poulenc / Stravinksy / Debussy / Prokofiev - con Robert Kulek, piano, 2011
- Avie - Histoire du Tango: opere di Piazzolla / De Falla / Paganini / Sarasate - con Pablo Sáinz Villegas, chitarra, 2013
- Avie - Sibelius, Concerto per violino / Thomas Adès, Concerto per violino (Concentric Paths) con Royal Liverpool Philharmonic e Hannu Lintu, 2014
- Avie - Bartók, Concerto per violino n. 2 / Mendelssohn, Concerto per violino - Norwegian Radio Orchestra, Miguel Harth-Bedoya (direttore), 2015
- Seattle Symphony Media - Dutilleux, L'arbre des songes - Seattle Symphony, Ludovic Morlot (cond.), 2015
- Avie - opere di Franck / Kurtág / Previn / Schumann - con Joyce Yang, piano, 2016
- London Philharmonic - Tchaikovsky, concerto per violino / Lalo, Symphonie Espagnole - London Philharmonic Orchestra, Vasilij Ėduardovič Petrenko (cond.), Omer Meir Wellber (cond.), 2017
- Warner Classics - Paganini, 24 Capricci per solo violino, 2018
- Warner Classics - Brahms e Ligeti concerti per violino - Norwegian Radio Orchestra, Miguel Harth-Bedoya (direttore), 2019